# Antiga Hidroelèctrica de Catalunya
L'Antiga Hidrolèctrica de Catalunya és un edifici situat als carrers dels Arcs i dels Capellans de Barcelona, del que només es conserva la façana, catalogat com a bé cultural d'interès local.
 Actualment és destinat a hotel (Catalonia Catedral).

## Història
El 30 d'abril del 1903, la Central Catalana de Electricitat, que el 1897 havia posat en marxa la Central Vilanova, va adquirir l'antiga casa Gayolà a Ramon i Ricard Morera i Busó per a establir-hi la seu social. El projecte fou encarregat a l'arquitecte Arnau Calvet i Peyronill, que adoptà un estil original dintre de l'anomenada Sezession Vienesa, i la construcció fou culminada el 1905.
El 1912, la Sociedad Catalana per a l'Enllumenat per Gas es va transformar en Catalana de Gas i Electricitat i va absorbir la Central Catalana d'Electricitat. Posteriorment, l'edifici acollí les oficines de la Cooperativa de Fluid Elèctric (des del 1942 Compañía de Fluido Eléctrico SA), que el 1946 es convertí en filial de la nova empresa Hidroelèctrica de Catalunya, creada a partir dels actius elèctrics de la Companyia Catalana de Gas i Electricitat, i el 1965 fou absorbida per aquesta.
L'any 2009 se'n van iniciar les obres de reforma per a convertir-lo en un hotel, conservant-ne només les façanes.

## Descripció
Consta de planta baixa, tres pisos i un terrat pla transitable amb la piscina de l'hotel.
La façana principal del carrer dels Arcs té una marcada composició geomètrica de faixes verticals de pedra que emmarquen els balcons i zones intermèdies estucades amb esgrafiats. Destaca especialment el tram central, que es projecta com un cos més voluminós que marca un eix vertical que a planta baixa, serveix per delimitar la portalada d'accés a l'edifici.
La planta baixa es configura com una mena de basament, íntegrament de pedra i amb cinc portals iguals, d'arc rebaixat. El central es correspon amb la porta d'entrada a l'edifici mentre que els laterals configuren avui dia les múltiples entrades de l'espai comercial que actualment ocupa aquest nivell inferior.
Les cinc finestres de cada pis es troben emmarcades per motllures de pedra amb llindes esculpides, una per cada tram vertical de la façana. La central, molt més elaborada, es presenta com una obertura doble, amb un pilar quadrat central i oberta a un balcó amb volada de pedra i barana de ferro que es resol amb un motiu vegetal de línies ondulades. Les altres finestres laterals comparteixen un mateix balcó que serveix per donar unitat i rellevància a aquest nivell al temps que el separa de la planta baixa. La seva llosana es recolza sobre diverses mènsules localitzades entre els portals de la planta baixa que destaquen pel seu tractament escultòric (caps femenins).

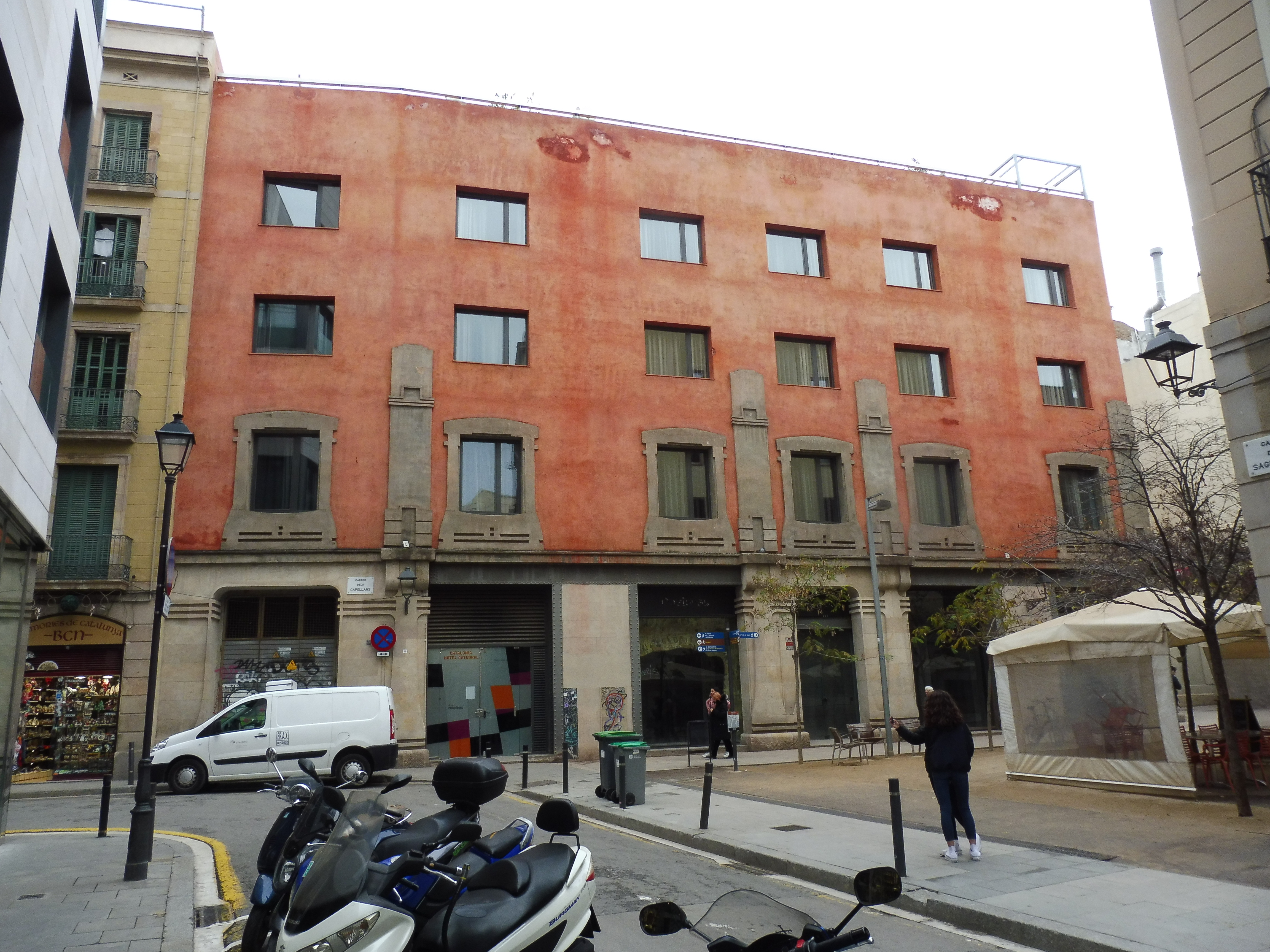
Façana del carrer dels Capellans

La resta de plantes mantenen el mateix tipus d'obertura però amb balcons independents que individualitzen cadascuna de les obertures. El coronament té una cornisa de pedra que queda trencada en diversos trams pels coronaments de les franges verticals, on novament es disposen caps femenins esculpits. Aquests elements són una de les referències més clares que la decoració de l'edifici fa als motius de la Sezession Vienesa, i que converteixen aquesta façana en un dels millors exemples conservats a Barcelona d'aquesta corrent estilística.
Un altre dels aspectes més característics de la façana són els llums que s'hi adossen al tram central, a l'alçada del balcó del darrer pis. Aquests llums queden emmarcats per un element escultòric en pedra i es configuren com una estructura metàl·lica de tres braços que amb unes tulipes rodones.
La façana posterior del carrer dels Capellans és molt més senzilla i ha estat força reformada, sobre tot pel que fa al tractament de les finestres dels pisos.